# Catherine Hearn
Catherine Ann Hearn (conocida como Cathy Hearn; 1 de junio de 1958) es una deportista estadounidense que compitió en piragüismo en la modalidad de eslalon. Su hermano David compitió en el mismo deporte.
Ganó diez medallas en el Campeonato Mundial de Piragüismo en Eslalon entre los años 1977 y 1997.

## Palmarés internacional
| Campeonato Mundial | Campeonato Mundial            | Campeonato Mundial | Campeonato Mundial |
| Año                | Lugar                         | Medalla            | Competición        |
| ------------------ | ----------------------------- | ------------------ | ------------------ |
| 1977               | Spittal (Austria)             | Medalla de bronce  | K1 por equipos     |
| 1979               | Jonquière (Canadá)            | Medalla de oro     | K1 individual      |
| 1979               | Jonquière (Canadá)            | Medalla de oro     | K1 por equipos     |
| 1981               | Bala (Reino Unido)            | Medalla de plata   | K1 individual      |
| 1981               | Bala (Reino Unido)            | Medalla de bronce  | K1 por equipos     |
| 1987               | Bourg-Saint-Maurice (Francia) | Medalla de bronce  | K1 por equipos     |
| 1989               | Río Savage (Estados Unidos)   | Medalla de plata   | K1 por equipos     |
| 1989               | Río Savage (Estados Unidos)   | Medalla de bronce  | K1 individual      |
| 1993               | Mezzana (Italia)              | Medalla de plata   | K1 por equipos     |
| 1997               | Três Coroas (Brasil)          | Medalla de bronce  | K1 individual      |